# پتر آندرشون (بازیکن بسکتبال)
پتر آندرشون (سوئدی: Peter Andersson؛ زادهٔ ۱۱ ژوئیهٔ ۱۹۵۸) بازیکن بسکتبال اهل سوئد بود. وی در بازی‌های المپیک تابستانی ۱۹۸۰ شرکت کرده‌است.